# Magic Press Edizioni
La Magic Press è una casa editrice italiana che pubblica fumetti e riviste specializzate di vario genere (videogiochi, musica, cinema).

## Storia
La Magic Press, nata nel 1990 come agenzia di servizi e trasformata nel 1994 in casa editrice di fumetti che proseguiva l'iter di un'altra casa editrice, la General Press, anche col mantenimento di parte dello staff, è ora specializzata nella pubblicazione di volumi da libreria di fumetti per un pubblico maturo; tuttavia diverse sue pubblicazioni sono state e sono ancora distribuite nelle edicole.
La Magic Press ottenne il suo primo successo fumettistico proseguendo la pubblicazione (dal numero 16) de il corvo di James O'Barr, edito precedentemente dalla General Press, poi diventato fenomeno di costume con l'omonimo film che vedeva Brandon Lee come protagonista. La morte accidentale dell'attore sul set creò un alone mitico intorno al film e allo stesso fumetto.
La Magic, sull'onda del successo, pubblicò un antologico, Il Corvo Presenta, che si affidò inizialmente a buone storie horror/dark di editori statunitensi di fumetti "indipendenti" (ossia non pubblicati dalle "major" DC Comics e Marvel Comics) come quelle di Joseph Michael Linsner e Billi 99 di Tim Sale, e ai vari seguiti fumettistici del Corvo (di cui si ricordano le tavole di Alex Maleev).
Dopo un'iniziale smentita, la Magic nel 1996 acquistò i diritti della linea Vertigo della DC Comics. Partita con una miniserie di Grant Morrison (Kill Your Boyfriend), la Magic riprese a pubblicare la serie Sandman di Neil Gaiman, interrotta dalla Comic Art poco più di un anno prima.
La Magic si distinse per la predilezione che diede al canale delle fumetterie, preferendo pubblicare inizialmente pochi volumi a basse tirature molto curati, che andarono presto esauriti. Recuperava così tutta la continuity di Sandman in volumi brossurati, mentre l'antologico Il Corvo Presenta continuava a pubblicare storie auto-conclusive. La rivista ricominciò in seguito dal numero 1 con il titolo Vertigo Presenta, su cui la Magic cominciò la serializzazione di un'altra serie Vertigo di buon successo e molto amata dai lettori: Preacher, dai contenuti espliciti e violenti, che era stata inizialmente presentata in volumi brossurati in fumetteria.
Nelle fumetterie la Magic recupera anche la saga di Swamp Thing di Alan Moore e John Totleben; la contaminazione atomica e ribellione della natura contro chi cerca di distruggerla (vedi "Il parlamento degli alberi") sono alcuni dei temi trattati.
Tra le case editrici statunitensi pubblicate oltre alla Vertigo: WildStorm (e le etichette America's Best Comics e Cliffhanger!), Avatar Press, Dark Horse Comics (ad esempio Sin City), Image Comics (ad esempio Red Star), Fantagraphics (ad esempio Love & Rockets) e alcune opere non supereroistiche della DC Comics (Camelot 3000 e Ironwolf). Tra gli autori più importanti pubblicati vanno menzionati Neil Gaiman, Alan Moore, Frank Miller, Grant Morrison e Garth Ennis.
Per quanto riguarda il fumetto francese, pubblica materiale della Delcourt (Artù), Dargaud (Gipsy), Vent d'Ouest (Ibicus) e Glénat (La fuga di Lucertola). Pubblica anche fumetti italiani (Bonerest, La dottrina e Jenus ) e giapponesi (Cronoguerra e Dragon Head).
Nel settembre 2006 la DC Comics decide di non rinnovare più alla Magic Press il contratto per i diritti delle storie a fumetti dell'etichetta Vertigo, che passano alla Planeta DeAgostini, mantenendo però i diritti sulla Wildstorm di Jim Lee; comunque il mese successivo lo staff della Magic Press, guidato da Pasquale Ruggiero, venne reclutato da Planeta DeAgostini per la supervisione di tutte le sue pubblicazioni a fumetti, nonché per la realizzazione di una parte delle traduzioni.
La Magic Press entra nel 2009 anche nel settore dei manga con l'etichetta MX Manga, riproponendo sia grandi classici come Georgie, Itazura na Kiss, Venus Wars e RG Veda, sia titoli inediti; nel 2010, con la pubblicazione di Witchcraft di Yamatogawa, l'editore lancia l'etichetta Black Magic dedicata al fumetto erotico giapponese (hentai). A inizio 2012, in seguito al successo riscontrato da Mi vergogno da morire e Brother x Brother, Magic Press possiede anche l'etichetta 801 dedicata agli yaoi.
Nel 2014, Magic Press ha iniziato a pubblicare Simple & Madama, un fumetto che precedentemente era disponibile soltanto su Internet.

## Riviste pubblicate

### Videogiochi
- Japan Hentai X
- PC Games World
- PS Games World
- Strategy World
- Xbox Games World

### Musica
- :Ritual:
- Classix!
- Psycho!

### Cinema
- Cinema in DVD
- I 400 Calci - Manuale di cinema da combattimento (2017)
- I 400 Calci - Guida da combattimento a Sylvester Stallone (2018)
- I 400 Calci presenta: Guida da combattimento ai Mostri Grossi (2019)

### Etichetta MX[2]
- 8.1 Yamada Yuusuke Gekijou
- Adekan
- Chrono Crusade
- Eroica
- Ganon
- Genius Family Company
- Georgie
- Hitsuji no Uta
- I guardiani del sigillo
- Itazura na Kiss
- Kagemusha - Il terzo guerriero ombra
- Kerberos x Tachighuishi
- L'isola Prigione
- La figlia dell'otaku
- Nanako SOS
- Pollon
- RG Veda
- River's Edge
- Venus Wars

### Etichetta Black Magic[3]
- Aqua Bless di Yamatogawa
- Daisy! di Amatarou
- HHH - Triple H di Distance
- Lesson to you di Amatarou
- Love to the utmost di Haruki
- Parasite Doctor Suzune di Haruki
- Power Play! di Yamatogawa
- Secretarial Section Drop di Haruki
- Sense. di Haruki
- Shojo sect di Ken Kurogane
- Tayu Tayu di Yamatogawa
- Un bel vedere di Distance
- Un lavoretto coi fiocchi! di Yamatogawa
- Velvet Kiss di Chihiro Harumi
- Witchcraft di Yamatogawa

### Etichetta 801[4]
- Amore senza frontiere
- Brother x Brother
- Compagni di classe
- Il mio detective
- Il segreto del diavolo
- Il tiranno innamorato
- Keep Out
- Kiss Ariki
- L'amore ti conquisterà
- L'amore ti travolgerà
- Liberty Liberty!
- Mi vergogno da morire
- Sex Pistols
- Three Wolves Mountain
- Tra le braccia della primavera
- Trattami con dolcezza
- Tsuyogari
- Under Grand Hotel

### Fumetti
- Hellboy
- Nazivegan Heidi